# Libreria Romeo Prampolini

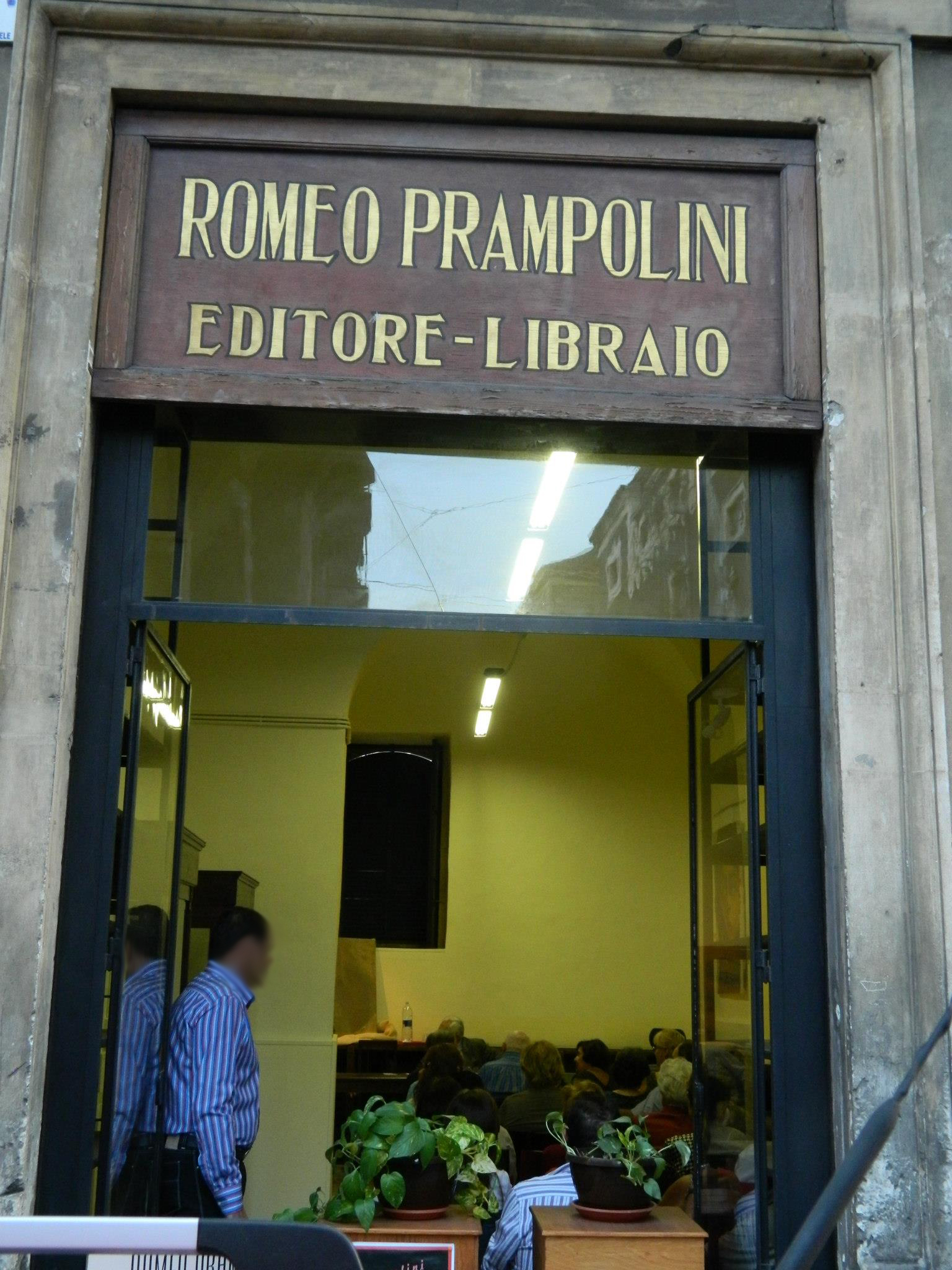
Libreria Romeo Prampolini - circolo culturale polivalente

La Libreria Romeo Prampolini è una libreria, legatoria e casa editrice italiana di a Catania, situata in un edificio del suo centro storico, in Via Vittorio Emanuele II al civico 333.

## Storia
Giuseppe Prampolini, maggiore dei bersaglieri e professore di educazione fisica, fondò la Libreria-Legatoria Prampolini nel 13 dicembre 1894, denominandola inizialmente “Tirelli”, cognome della prima moglie Vittoria, dato che come ufficiale dell'esercito non poteva dare il suo nome a un esercizio commerciale. Egli approdò a Catania da Catanzaro (dove era nato il figlio Romeo), provenendo da una benestante famiglia reggiana che nulla aveva a che vedere con il socialista Camillo Prampolini. Era piuttosto cugino di terzo grado del futuro senatore Natale Prampolini.
Succeduto al padre Giuseppe nella gestione della libreria di famiglia, il giovane avvocato Romeo Prampolini divenne testimone della vivace vita intellettuale di Catania, alimentata dalla straordinaria fioritura letteraria di fine Ottocento e inizi del Novecento: Verga, Capuana e De Roberto, per citare solo i nomi più celebri. Personaggi di tale statura furono ospitati nei locali della Prampolini, dando vita a una sorta di cenacolo letterario. Approfittando del momento favorevole, Romeo Prampolini volle ampliare l'attività della libreria, trasformandola in libreria-casa editrice; tra le opere più importanti pubblicate, la versione ampliata, in 5 volumi, della Storia dei musulmani di Sicilia del noto storico, politico e patriota risorgimentale Michele Amari, riveduta dall'arabista e islamista Carlo Alfonso Nallino e Penne del novecento, saggi critici di Gino Raya. Inoltre sono almeno da ricordare le Cinquanta lettere d'amore alla signorina Dolly Ferretti (1928) dell'eccentrico poeta futurista Antonio Bruno (Biancavilla 1891-Catania 1932), fondatore della rivista “Pickwick”, il quale aveva tappezzato i muri della città con i versi di un poema dedicato alla stessa Ferretti (Fedora Novelli).
Le difficoltà economiche successive alla seconda guerra mondiale costrinsero molti editori a chiudere o modificare la loro attività. Nonostante anche la Prampolini fosse colpita dalla crisi e costretta a rallentare la pubblicazione di libri, essa non cessò tuttavia di restare al centro della vita culturale catanese, vantandosi della presenza di acuti osservatori della società contemporanea, come Vitaliano Brancati o Giuseppe Villaroel.
Scrive Giampiero Mughini: «A partire dagli anni trenta la libreria Prampolini era stata la libreria frequentata dagli intellettuali catanesi o catanesizzanti, Ercole Patti e Vitaliano Brancati fra i tanti. Per due o tre decenni del secondo dopoguerra sarebbe divenuta una libreria antiquaria rinomata, i cui cataloghi erano aspettati con ansia dai bibliofili di tutta Italia».
Dopo la morte di Romeo Prampolini, nel 1974 ne ha continuato la conduzione, con alterne fortune, l'allievo ed editore catanese Angelo Santo Boemi, fino al 2005, quando con la collaborazione di insegnanti, esperti del settore librario e appassionati del libro fonda l'associazione culturale "Romeo Prampolini", trasformandola di fatto in un circolo culturale polivalente.